# ريتشارد برادلي (أستاذ جامعي)
ريتشارد برادلي (بالإنجليزية: Richard Bradley)‏ هو عالم إنسان بريطاني، ولد في 18 نوفمبر 1946 في هامبشير في المملكة المتحدة.